# قیمومت اقیانوس آرام جنوبی
قیمومت اقیانوس آرام جنوبی قیمومت بخشیده شده از سوی جامعه ملل بود که در پی جنگ جهانی اول به امپراتوری ژاپن واگذار شد. قیمومت اقیانوس آرام جنوبی شامل جزیره‌های می‌شود که در شمال اقیانوس آرام قرار دارند. این جزیره‌ها تا پیش از اشغال توسط امپراتوری ژاپن، بخشی از گینه نو آلمان متعلق به امپراتوری استعماری آلمان بودند. بر پایه قیمومت اقیانوس آرام جنوبی، تا هنگام جنگ جهانی دوم، ژاپن این جزیره‌ها را به عنوان بخشی از امپراتوری استعماری ژاپن مدیریت کرد. در هنگام جنگ جهانی دوم این جزیره‌ها به دست ایالات متحده آمریکا افتادند. پس از جنگ جهانی دوم، این جزیره‌ها به عنوان یک قلمرو امانی از سوی سازمان ملل متحد با عنوان قلمرو تحت قیمومت جزایر اقیانوس آرام به آمریکا سپرده شدند. این منطقه امروزه به چهار کشور مستقل پالائو، جزایر ماریانای شمالی، ایالات فدرال میکرونزی، و جزایر مارشال تقسیم شده‌اند.
در ژاپن، این قلمرو «قیمومت ژاپن بر جزیره‌های دریاهای جنوبی» (به ژاپنی: 日本委任統治領南洋群島) نامیده می‌شود.

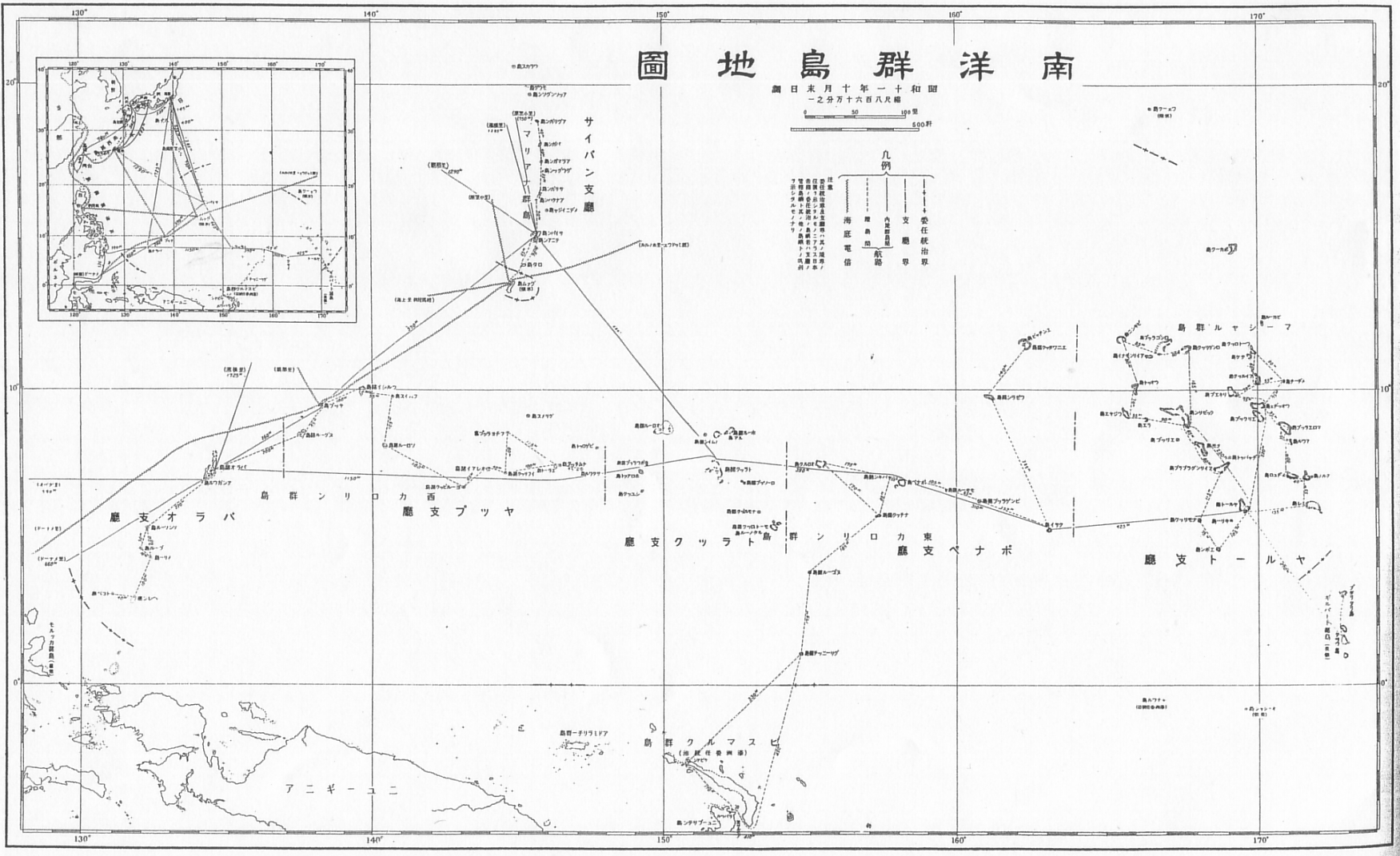
نقشه ساخته شده بدست ژاپنیها از قیمومت اقیانوس آرام جنوبی در دهه ۱۹۳۰ (میلادی)

## ریشه
ژاپن منابع طبیعی کمی دارد. کمبود مواد خام در دوره اصلاحات میجی (۱۸۶۸ تا ۱۹۱۲) به معنای آن بود که توسعه امپراتوری استعماری ژاپن، یک نیاز سیاسی و اقتصادی است. در هنگام جنگ جهانی اول، امپراتوری استعماری ژاپن به تایوان، کره، جزایر ریوکیو در نیمه جنوبی جزیره ساخالین، جزایر کوریل، و پورت آرتور (دالیان) گسترش یافت. سیاست نانشین-رن (دکترین توسعه جنوبی) که مورد پذیرش نیروی دریایی امپراتوری ژاپن بود بر این پایه بود که آسیای جنوب شرقی و اقیانوسیه بیشترین پتانسیل را برای توسعه اقتصادی و سرزمینی امپراتوری ژاپن دارند.
اتحاد ژاپن و بریتانیا در سال ۱۹۰۲ برای برآوردن منافع مشترک امپراتوری بریتانیا و ژاپن در مقابل توسعه طلبی امپراتوری روسیه امضا شد. بخشی از مقررات، هر طرف را به پشتیبانی در هنگام جنگ با بیش از یک قدرت، مقید می‌کرد. اگرچه کشور امضاکننده برای کمک لزوماً نیازی به ورود به جنگ نداشت. در سال ۱۹۱۴ در نخستین ساعت‌های پس از اعلان جنگ امپراتوری بریتانیا به امپراتوری آلمان، امپراتوری ژاپن با اشاره به پیمان اتحاد ژاپن و بریتانیا، پیشنهاد کرد که به شرط دستیابی به قلمروهای امپراتوری آلمان در چین و اقیانوس آرام جنوبی به آن کشور اعلان جنگ کند. دولت امپراتوری بریتانیا رسماً از ژاپن درخواست کمک کرد تا یورش نیروی دریایی امپراتوری آلمان را در آب‌های محدوده چین خنثی کند. امپراتوری ژاپن به امپراتوری آلمان اولتیماتوم فرستاد و در آن خواستار خروج نیروهای آن کشور از چین، جزایر مارشال، جزایر ماریانا، و جزایر کارولین شد. امپراتوری آلمان به این اولتیماتوم پاسخی نداد و در ۲۴ اوت ۱۹۱۴ امپراتوری ژاپن، رسماً به امپراتوری آلمان اعلان جنگ کرد.
در پائیز ۱۹۱۴ امپراتوری ژاپن در یک عملیات مشترک به نام محاصره چینگ‌دائو با نیروهای بریتانیایی شرکت کرد تا حاکمیت خلیج جیائوژو چین را بدست آورد. وظیفه نیروی دریایی امپراتوری ژاپن دنبال کردن و نابودی ناوگروه شرق آسیای آلمان و حفاظت از خطوط کشتیرانی برای مبادلات تجاری متفقین جنگ جهانی اول در اقیانوس آرام و اقیانوس هند بود. در اکتبر ۱۹۱۴ در هنگام انجام این عملیات، نیروی دریایی امپراتوری ژاپن سرزمین‌های امپراتوری آلمان در جزایر ماریانا، جزایر کارولین، جزایر مارشال و گروه جزیره‌های پالائو را بدست گرفت.
پس از پایان جنگ جهانی اول، تحت‌الحمایه گینه نو آلمان بین کشورهای جبهه پیروز جنگ بر پایه پیمان ورسای تقسیم شد. بخش جنوبی آن با نام گینه نو به استرالیا واگذار شد که شامل جزیره سرزمین قیصر ویلیام و دیگر جزیره‌هایی می‌شد که آلمان پایین‌تر از خط استوا در درست داشت. همزمان، حاکمیت امپراتوری ژاپن بر همه جزیره‌های میکرونزی که بالاتر از خط استوا اشغال کرده بود با پیمان قیمومت اقیانوس آرام جنوبی رسمیت یافت. به ژاپن قیمومت درجه C (Class C) جامعه ملل برای حکمرانی داده شد. به این معنی که این جزیره‌ها باید از حالت نظامی خارج شوند و ژاپن در اقیانوس آرام، حق گسترش قلمرو خود به بیش از این جزیره‌ها را ندارد. در آغاز اجرای قیمومت، هر سال بررسی موشکافانه‌ای توسط کمیسیون قیمومت‌های دائمی جامعه ملل در ژنو سوئیس انجام می‌شد. اگر چه در سال‌های پایانی دهه ۱۹۲۰ امپراتوری ژاپن درخواست‌های بازدید رسمی یا بازرسی بین‌المللی را رد می‌کرد.

## مدیریت
به دنبال اشغال جزیره‌ها از سوی ژاپن، سیاست پنهان‌کاری در دستور کار قرار گرفت. ژاپن آشکارا اعلام کرد که کشتی‌های خارجی حق ورود به آب‌های میکرونزی را ندارند. حتی کشتی‌های کشورهایی که در هنگام جنگ جهانی اول متحد ژاپن بودند. در پنج سال نخست اشغال، ژاپن حضور خود را پایدار و جزیره‌ها به صورت یک مستعمره فرضی درآمدند. نیروی دریایی ژاپن این منطقه را به پنج قسمت دریایی پالائو، سایپن، تروک، پوهنپئی، و آب‌سنگ حلقوی جالوئیت تقسیم کرد که همه آن‌ها به دریاسالار ارشد در مرکز فرماندهی تروک (چوک) گزارش می‌دادند.

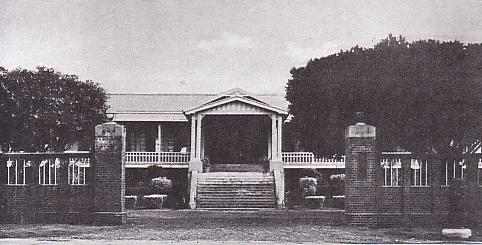
دفتر ستاد دولت قیمومت اقیانوس آرام جنوبی در سایپن

پشنهاد عهدنامه ورسای برای اجازه تجارت و مهاجرت بین جزیره‌هایی که توسط ژاپن اداره می‌شدند با جزیره‌هایی که توسط استرالیا و نیوزیلند اداره می‌شدند از سوی ژاپن رد شد. اگر جزیره‌ها دارایی مستعمراتی به حساب می‌آمدند و از ورود خارجی‌ها به جزیره‌ها پیشگیری می‌شد ژاپن می‌توانست مدیریت خود بر جزیره‌ها را ادامه دهد. هنگامی که جزیره‌ها قانوناً به قیمومت جامعه ملل درآمدند ژاپن به عنوان بخشی از امپراتوری ژاپن آن‌ها را مانند یکی از قلمروهای ژاپن اداره کرد. این وضعیت حتی پس از سال ۱۹۳۵ که ژاپن از عضویت جامعه ملل خارج شد و ادعای قانونی خود بر اداره جزیره‌ها را از دست داد ادامه یافت.
از دید نظامی و اقتصادی، سایپن در مجمع‌الجزایر ماریانا مهم‌ترین جزیره در قیمومت اقیانوس آرام جنوبی بود. به همین خاطر به مرکز بعدی سکونت ژاپنی‌ها تبدیل شد. سینما، رستوران، پارک، و خانه‌های گیشا در شهرک‌های گاراپان (در سایپن)، کُرُر (در پالائو)، و کُلُنی (کولونیا در جزیره پوهنپئی) بر پایه شهرک‌های مشابه درون ژاپن ساخته شدند. جزیره مهم دیگر تروک (تالاب چوک) در مجمع‌الجزایر ماریانا بود که برای استفاده نیروی دریایی سلطنتی ژاپن به صورت یک پایگاه نیروی دریایی اصلی درآمده بود.

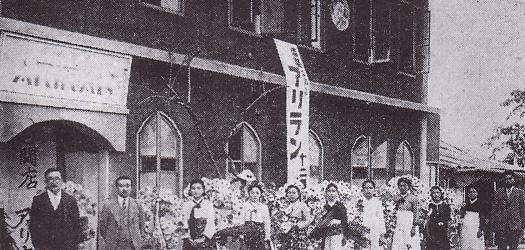
قهوه‌خانه کُره‌ای در سایپن در ۱۹۳۹

بین ۱۹۱۴ تا ۱۹۲۰ مدیریت این جزیره‌ها از نیروی دریایی به غیرنظامی تغییر کرد. در سال ۱۹۲۰ سازمان نیروی دریایی به دفتر امور مردمی تغییر کاربری داد که مستقیماً به وزیر نیروی دریایی گزارش می‌داد. سازمان امور مردمی که در آغاز، در چوک بود در۱۹۲۱ (میلادی) به کُرُر تغییر جا داد. برای همخوانی با قیمومت، ناوگان‌های دریایی منحل شدند. در آوریل ۱۹۲۲ یک دولت غیرنظامی مردمی در هر یک از شش منطق شهرداری سایپن، پالائو، یَپ، چوک، پوهنپئی، و جالوئیت برپا شد که به فرمانده نیروی دریایی خود گزارش می‌دادند. همزمان جایگاه «فرماندار قیمومت اقیانوس آرام جنوبی» ایجاد شد. فرماندار مستقیماً به نخست‌وزیر ژاپن گزارش می‌داد. پس از برپایی «وزارت امور مستعمرات» در ۱۹۲۹ فرماندار، مستقیم به وزیر امور مستعمرات گزارش می‌داد. در نهایت، برپایی «دولت دریاهای جنوبی» یا «نان‌یُ‌چُ» در مارس ۱۹۳۲ (میلادی) دولت مستقر در جزیره‌ها را کاملاً به شکل یک مدیریت تمام مردم غیرنظامی درآورد. هنگامی که در نوامبر ۱۹۴۲ وزارت امور مستعمرات جذب وزارت آسیای شرق بزرگ شد بار دیگر نیز برتری نیروی دریایی امپراتوری ژاپن با گماشتن یک دریاسالار به عنوان فرماندار به رسمیت شناخته شد. به علاوه در نوامبر ۱۹۴۳ شش منطقه شهرداری به سه منطقه شمال، خاور، و باختر کاهش یافتند.

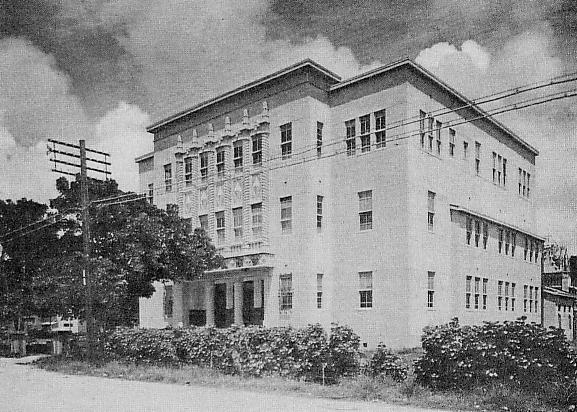
شهرداری سایپن در دوره ژاپنی‌ها

## اهمیت
برای ایجاد یک بازار بزرگ، جمعیت قیمومت اقیانوس آرام جنوبی بسیار کم بود و مردم بومی برای خرید کالاهای وارداتی، منابع مالی محدودی داشتند. اهمیت ویژه این قلمرو برای ژاپن موقعیت استراتژیک آن بود که مسیرهای دریانوردی در همه اقیانوس آرام را تحت کنترل درمی‌آورد و مکان‌های مناسبی را برای تأمین نیاز کشتی‌های دریانوردی مانند آب شیرین، میوه تازه، سبزی، و گوشت فراهم می‌کرد. همچنین مکان مهمی برای ایستگاه‌های تأمین زغال‌سنگ مورد نیاز کشتی‌های موتور بخار بود.

## جمعیت
جمعیت جزیره‌ها به خاطر زندگی ژاپنی‌ها در میکرونزی افزایش یافت. در آغاز، کوچ کنندگان ژاپنی از استان اوکیناوا و دیگر جزیره‌های ریوکو بودند. اما پس از آن مهاجران از دیگر بخش‌های ژاپن به ویژه منطقه محروم توهوکو کوچ کردند. به دنبال کارگران کشاورز، مغازه‌داران، رستوران‌ها، خانه‌های گیشا، روسپی‌خانه، شهرک‌های پیشین آلمانی را به شهرهای پر رونق ژاپنی تغییر دادند. نخستین براوردها بین ۱۹۱۹ تا ۱۹۲۰، جمعیت کل جزیره‌ها را که مردم بومی اقیانوسیه بودند ۵۰٬۰۰۰ نفر می‌دانستند. کوچ ژاپنی‌ها باعث شد تا تعداد آن‌ها از کمتر از ۴٬۰۰۰ نفر در ۱۹۲۰ به ۷۰٬۰۰۰ نفر در ۱۹۳۰ و بیش از ۸۰٬۰۰۰ نفر در ۱۹۳۳ برسد. در ۱۹۳۵ ژاپنی‌ها به تنهایی ۵۰٬۰۰۰ نفر از جمعیت کل منطقه را تشکیل می‌دادند. در ۱۹۳۷ نزدیک ۹۰٪ جمعیت سایپن یعنی ۴۲٬۵۴۷ نفر از ۴۶٬۷۴۸ نفر ژاپنی بودند. در سرشماری دسامبر ۱۹۳۹ از مجموع ۱۲۹٬۱۰۴ نفر کل جمعیت، ۷۷٬۲۵۷ نفر ژاپنی (به همراه چینی تبارها و کره‌ای تبارها)، ۵۱٬۷۲۳ نفر بومی و ۱۲۴ نفر خارجی بودند. حقوق و جایگاه بومیان میکرونزیایی با مردم اهل امپراتوری ژاپن فرق داشت. امکان استخدام برای میکرونزیایی‌ها کمتر، دستمزدها پایین‌تر و شرایط کاری سخت‌تر بود.

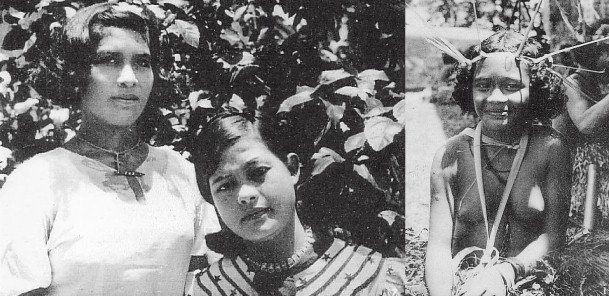
زنان مردم چامورو و مردم کاناکا در دهه ۱۹۳۰ (میلادی)

دولت قیمومت اقیانوس آرام جنوبی بیمارستان و مدرسه‌هایی ساخت و نگهداری کرد و برای میکرونزیایی‌های بین ۸ تا ۱۵ سال، امکان تحصیل رایگان فراهم کرد. اگرچه مدرسه‌هایی که بومیان میکرونزیایی در آن‌ها درس می‌خواندند از مدرسه‌هایی که بچه‌های ژاپنی در آن‌ها درس می‌خواندند جدا و امکان تحصیل برای آن‌ها محدودتر بود. بیشتر بچه‌های میکرونزیایی به مدرسه شبانه‌روزی می‌رفتند. جایی که تحصیل اجباری برای گسترش دین ژاپنی و مراسم مذهبی شینتو بود. در سال ۱۹۴۰ یک پرستشگاه شینتو به نام «نان‌یُ» در کُرُر ساخته شد. رفتن به مدرسه‌های تبلیغ مذهبی مسیحیت در جایی که مدرسه دولتی وجود داشت ممنوع بود.

## اقتصاد
رابطه اقتصادی ژاپن با میکرونزی از سده ۱۹ (میلادی) آغاز شد. پیش از قیمومت اقیانوس آرام جنوبی گروه کوچکی از کارآفرینان ژاپنی، سرمایه‌گذاری‌های اقتصادی را در میکرونزی آلمان انجام دادند و بخش مهمی از تجارت آن منطقه را در دست گرفتند. اگرچه این توسعه اقتصادی به خاطر فاصله زیاد، مساحت کم، و بازار مصرفی کوچک جزیره‌ها مشکل زیادی داشت. در آغاز، قیمومت اقیانوس آرام جنوبی برای دولت امپراتوری ژاپن بار مالی داشت. زیرا در توکیو باید برای آن کمک سالانه در نظر گرفته می‌شد. محصول عمده منطقه قیمومت، مغز نارگیل بود که در آن زمان در ساخت بسیاری از محصولات تولیدی استفاده می‌شد.

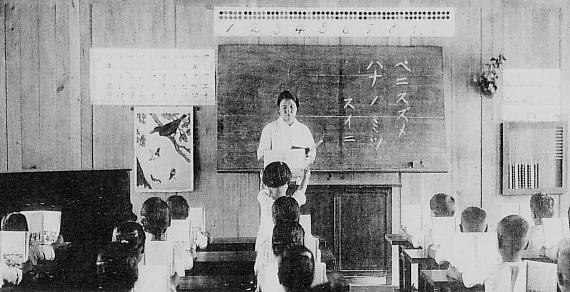
مدرسه ژاپنی در ۱۹۳۰

در دهه ۱۹۲۰ (میلادی) و دهه ۱۹۳۰ (میلادی) دولت امپراتوری ژاپن سیاست تشویق به انحصارهایی را در پیش گرفت که ابتکار عمل‌های خصوصی را با سرمایه دولتی پیوند می‌زدند. این کار با هدف بیشترین‌سازی تعداد ژاپنی‌های مستعمره‌نشین انجام شد. تا پایان دهه ۱۹۳۰ (میلادی) توسعه جزیره‌ها در راستای کمک به توسعه اقتصادی شهروندان ژاپنی انجام می‌شد. سرمایه‌گذار ژاپنی «هاروجی ماتسوئه» در سال ۱۹۲۰ وارد سایپن شد و شرکت توسعه دریاهای جنوبی را پایه گذاشت. این شرکت، بزرگ‌ترین بنگاه اقتصادی در میکرونزی شد. او بیش از هر چیز به توسعه تولید نیشکر در جزیره‌ها پرداخت. به گونه‌ای که در ۱۹۲۵ (میلادی) بیش از ۳٬۰۰۰ هکتار (۷٬۴۰۰ جریب فرنگی) زمین زیر کشت داست. در سال‌های آغازین دهه ۱۹۳۰ (میلادی) صنایع وابسته به شکر بیش از ۶۰٪ درآمد قیمومت را تأمین می‌کردند. موز، آناناس، درخت نان، نارگیل، مانیوک، قهوه، و دیگر محصولات کشاورزی گرمسیری نیز کشت شده و آن را برابر با تایوان قرار دادند. همچنین جزیره‌ها پایگاهی برای ناوگان ماهی‌گیری ژاپنی‌ها شدند که مرکز آن‌ها در کُرُر بود. ماهی‌گیری به یکی از سودآورترین صنایع در جزیره‌ها تبدیل شد. ناوگان بزرگی از کشتی‌ها ماهی می‌گرفتند و کارخانه‌های فراوری ماهی در بسیاری از جزیره‌ها کار می‌کردند.
ژاپنی‌ها معادن فسفات آلمان‌ها در جزیره آنگائور را بدست گرفته و آن را گسترش دادند. معادن فسفات کوچک‌تری نیز در در جزیره‌های نزدیک، باز شدند. مجموع کل صادرات به ژاپن به ۲۰۰٬۰۰۰ تن در سال رسید. صادرات جزیره آنگائور به تنهایی ۶۰٬۰۰۰ تن در سال بود. فسفات بدست آمده برای کشاورزی استفاده می‌شد. ماده معدنی مهم دیگر، بوکسیت بود که بخش دیگری از ساختار اقتصادی مستعره بود. اگرچه بوکسیت تنها در منطقه پالائو یافت می‌شد. در ۱۹۳۷ صنعت نارگر (مادر صدف) به سود رسید و مقدار زیادی صدف طبیعی و پرورشی از جزیره‌ها بدست آمد.

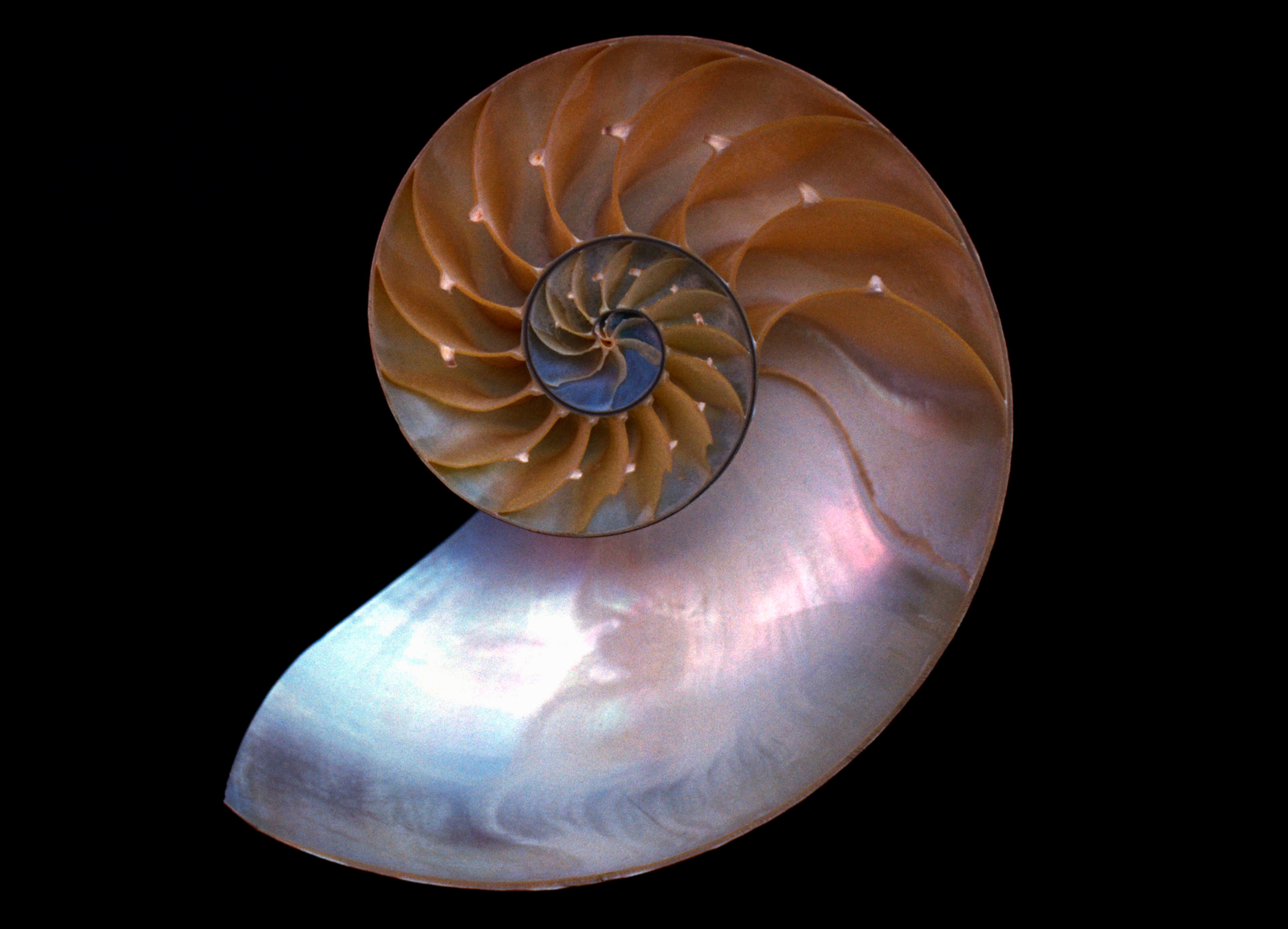
مادر صدف، یکی از تولیدات پر سود در قیمومت اقیانوس آرام جنوبی

از سال ۱۹۱۵ شرکت تجاری دریاهای جنوبی، قرارداد ویژه‌ای با نیروی دریایی امپراتوری ژاپن بست تا باربری، جابجایی مسافر، و نامه‌رسانی به امپراتوری و بین جزیره‌ها را بدست بگیرد. در پی آن، کشتیرانی بین امپراتوری و جزیره‌ها به شرکت کشتی بخار نامه‌رسانی ژاپن واگذار شد که بزرگ‌ترین خط کشتیرانی بخار در امپراتوری بود. تقریباً همزمان با آغاز گردش‌گری ژاپنی‌ها در جزیره‌ها امکانات رفاهی نیز در برخی کشتی‌ها فراهم شد.
به دلیل کمبود زمین برای ساخت فرودگاه، هواپیمای آب‌نشین اصلی‌ترین گونه هواپیما برای هوانوردی تجاری بود. خطوط هوایی امپراتوری ژاپن برخی پروازهای تجاری خود را از سال ۱۹۳۵ با هواپیماهای آب‌نشین دوربرد کاوانیشی اچ۶کی۲-ال (که متفقین جنگ جهانی دوم آن را به «ماویس» می‌شناختند) آغاز کرد. پروازهای تجاری منظم از ۱۹۴۰ آغاز شدند. خدمات منظم نیز در ۱۹۴۱ ارائه شد. خدمات تجاری، مدت کوتاهی پس از آغاز جنگ اقیانوس آرام متوقف شد. اما در هنگام جنگ جهانی دوم همچنان از شبکه گسترده پایگاه‌های هواپیماهای دریایی استفاده شد.

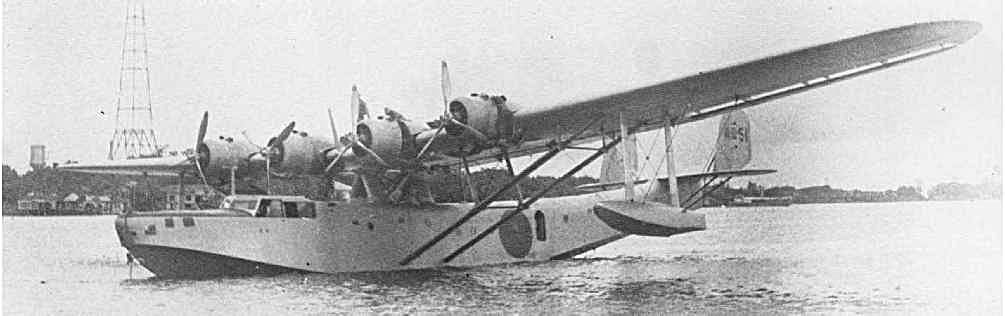
هواپیمای آب‌نشین کاوانیشی اچ۶کی مورد استفاده در خطوط هوایی امپراتوری ژاپن

## جنگ اقیانوس آرام
مفاد قیمومت اقیانوس آرام از ژاپن می‌خواست که جزیره‌ها را مسلح نکند. اگرچه، این مفاد ابهام برانگیز بودند و تعریف ضعیفی داشتند و تنها، سنگربندی یا ساخت پایگاه دریایی نظامی را منع می‌کردند. از ۱۹۲۱ (میلادی) نیروی نظامی ژاپن شروع به نقشه‌برداری و برنامه‌ریزی برای توسعه سریع نظامی جزیره‌ها کرد تا در صورت جنگ، امکان دفاع در این منطقه را داشته باشد.

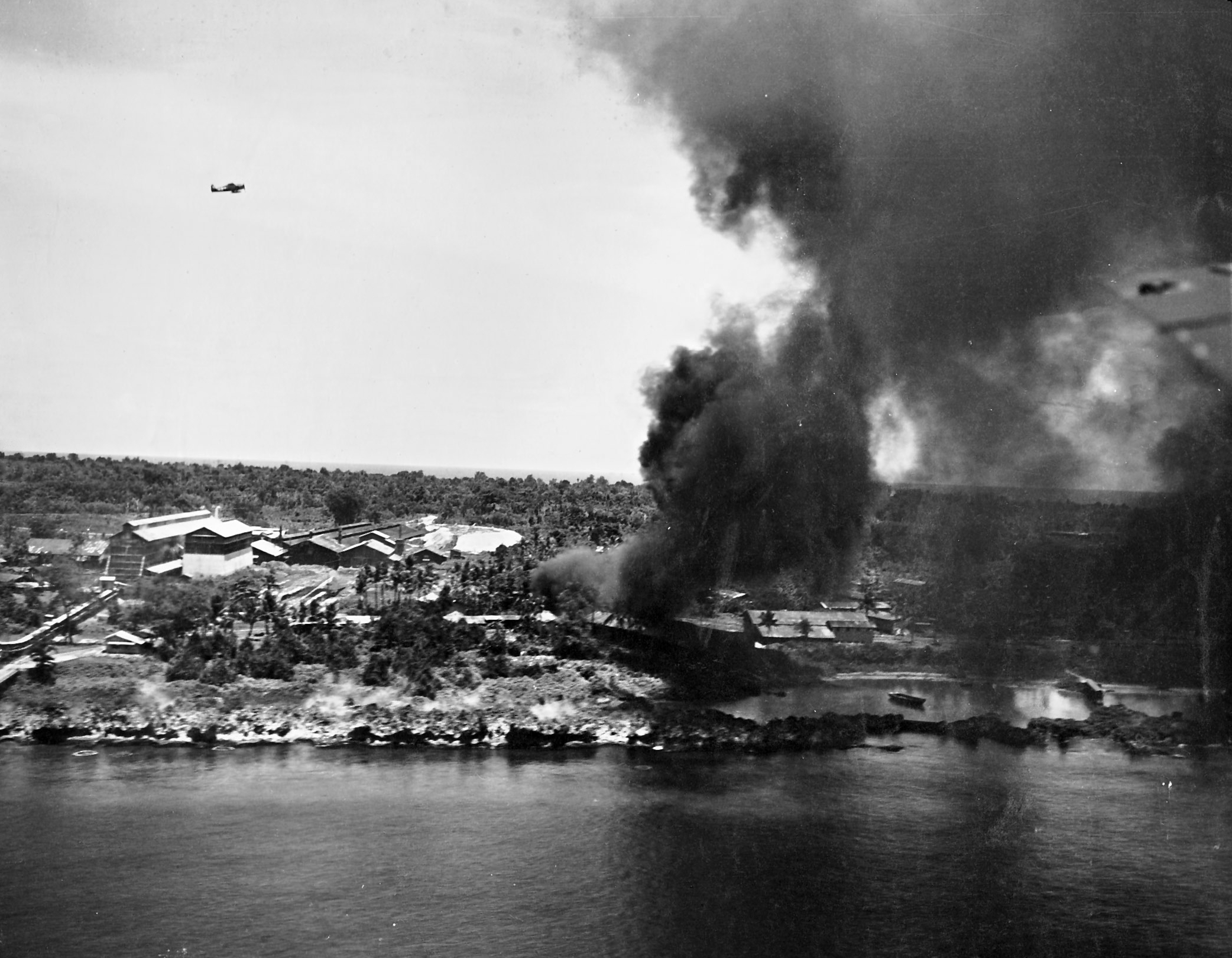
حمله نیروی دریایی ایالات متحده آمریکا به پللیو در مارس ۱۹۴۴

در دهه ۱۹۳۰ (میلادی) نیروی دریایی سلطنتی ژاپن ساخت فرودگاه‌ها، استحکامات، بندرها، و دیگر پروژه‌های نظامی را در جزیره‌هایی که بر پایه قیمومت، تحت کنترل خود داشت آغاز کرد. برای ژاپن این جزیره‌ها مانند «ناو هواپیمابر غرق نشدنی» بودند که نقشی حیاتی برای دفاع از جزیره‌های درون کشوری ژاپن در برابر حمله احتمالی آمریکا داشتند؛ بنابراین، مناطق قیمومت، مواضع مهمی برای حملات هوایی و دریایی ژاپن در جنگ اقیانوس آرام شدند.
- آب‌سنگ حلقوی کواجالین در جزایر مارشال پایگاه اصلی در حمله به پرل هاربر و نبرد جزیره ویک بود.[۲۸]
- از پالائو برای حمله به فیلیپین استفاده شد.[۲۸][۳۳]
- از سایپن برای پشتیبانی نبرد گوام استفاده شد.[۲۸]
- تروک (تالاب چوک امروزی) در جزایر کارولین پایگاهی برای فرود آبی-خاکی در تاراوا و ماکین در جزایر گیلبرت[۲۸] و رابائول در قلمرو گینه نو در قیمومت استرالیا استفاده شد.[نیازمند منبع]
- از ماجورو در جزایر مارشال برای حمله هوایی به جزیره هاولند استفاده شد.[۲۸]
- آب‌سنگ حلقوی جالوئیت در جزایر مارشال که به عنوان پایگاه نیروی دریایی ژاپن برای تصرف نائورو و جزیره اُشِن (جزیره بنانا امروزی) استفاده شد.[۲۸]

همچنین ارتش سلطنتی ژاپن از جزیره‌ها برای پشتیبانی گروهک‌های (به انگلیسی: Detachments) هوایی و دریایی استفاده کرد.
آمریکا برای گرفتن جزیره‌ها از ژاپن از راهبرد نظامی لیپ‌فراگینگ (حرکت‌های مقطعی و پیوسته) استفاده کرد. به این معنی که به برخی استحکامات ژاپنی مشخص در جزیره‌ها حمله آبی-خاکی و به برخی تنها حمله هوایی کرد و باقی دیگر را کاملاً نادیده گرفت. این راهبرد باعث شد تا امپراتوری ژاپن بین ۱۹۴۳ تا ۱۹۴۵ حاکمیت خود بر قلمرو اقیانوس آرام را از دست بدهد.
پیرو قطعنامه ۲۱ شورای امنیت در ۱۸ ژوئیه ۱۹۴۷ قیمومت جامعه ملل رسماً توسط سازمان ملل متحد لغو شد و بر پایه بندهای توافق امانی ملل، آمریکا را مسئول مدیریت بر جزیره‌ها دانست و آن را «قلمرو تحت قیمومت جزایر اقیانوس آرام» نامید.